# Behind the Mask Tour
Die Behind the Mask Tour war eine weltweite Konzerttournee der britisch-US-amerikanischen Rockband Fleetwood Mac. Mit dieser Tournee bewarb die Gruppe ihr 1990 erschienenes Studioalbum Behind the Mask.

## Hintergrund
Die Tournee begann am 23. März 1990 in Brisbane, endete am 7. Dezember 1990 in Inglewood und beinhaltete insgesamt 101 Auftritte. Neben Nordamerika und Europa betourten Fleetwood Mac auch erstmals seit 1980 wieder Australien und Japan.
Es sollte die letzte Fleetwood Mac-Tour mit Rick Vito sowie die vorerst letzte mit den langjährigen Mitgliedern Christine McVie und Stevie Nicks werden. Nicks und Vito verließen die Gruppe 1991 bzw. 1993 und konzentrierten sich auf ihre Solokarrieren. In der Zwischenzeit zog sich McVie vom Tourgeschäft zurück und verließ die Gruppe 1998 endgültig. Nicks kehrte 1997 wieder in die Band zurück, McVie 2014.
Vor der Show in Boston am 2. November 1990 erschien die Band im Hard Rock Cafe in Boston, gab Autogramme und spendete eine Gitarre für die Musiksammlung der Restaurantkette. Fleetwood Mac-Fans strömten in Scharen den Laden und machten den Besuch der Band zu einem riesigen Medienereignis in der Stadt.
Bei den letzten beiden Konzerten der Tour am 6. und 7. Dezember 1990 in Oakland und Inglewood hatte der ehemalige Fleetwood Mac-Sänger und -Gitarrist Lindsey Buckingham, der die Band 1987 verlassen hatte, jeweils einen Gastauftritt und begleitete Nicks während des Stücks Landslide. Anschließend hatte er einen weiteren Auftritt bei Go Your Own Way und der ersten Zugabe Tear It Up, bei der er sich Gitarrenduelle mit Rick Vito und Billy Burnette lieferte.

## Liveaufnahmen
Die Tournee wurde in einem japanischen Fernsehspecial dokumentiert, das hauptsächlich bei den Auftritten der Band in Tokio gefilmt wurde. Offizielle Livemitschnitte sind bis heute nicht erschienen.

## Setlist

### Beispiel-Setlist
- In the Back of My Mind
- The Chain
- Dreams
- Isn’t It Midnight
- Oh Well
- Rhiannon
- Stop Messin’ Round
- Save Me
- Gold Dust Woman
- I Loved Another Woman
- Landslide
- World Turning
- Everywhere
- Stand on the Rock
- Little Lies
- Stand Back
- You Make Loving Fun
- Go Your Own Way
- Tear It Up
- Don’t Stop
- Songbird

## Tourdaten
| Nr.                  | Datum                | Stadt                | Land                 | Veranstaltungsort                          | Anmerkungen              |
| Leg 1 – Australasien | Leg 1 – Australasien | Leg 1 – Australasien | Leg 1 – Australasien | Leg 1 – Australasien                       | Leg 1 – Australasien     |
| -------------------- | -------------------- | -------------------- | -------------------- | ------------------------------------------ | ------------------------ |
| 1                    | 23. März 1990        | Brisbane             | Australien           | Entertainment Centre                       |                          |
| 2                    | 26. März 1990        | Melbourne            | Australien           | National Tennis Centre                     |                          |
| 3                    | 28. März 1990        | Melbourne            | Australien           | National Tennis Centre                     |                          |
| 4                    | 29. März 1990        | Melbourne            | Australien           | National Tennis Centre                     |                          |
| 5                    | 31. März 1990        | Melbourne            | Australien           | National Tennis Centre                     |                          |
| 6                    | 1. April 1990        | Melbourne            | Australien           | National Tennis Centre                     |                          |
| 7                    | 4. April 1990        | Adelaide             | Australien           | Memorial Drive Tennis Centre               |                          |
| 8                    | 8. April 1990        | Perth                | Australien           | Entertainment Centre                       |                          |
| 9                    | 9. April 1990        | Perth                | Australien           | Entertainment Centre                       |                          |
| 10                   | 12. April 1990       | Sydney               | Australien           | Entertainment Centre                       |                          |
| 11                   | 15. April 1990       | Sydney               | Australien           | Entertainment Centre                       |                          |
| 12                   | 17. April 1990       | Sydney               | Australien           | Entertainment Centre                       |                          |
| 13                   | 18. April 1990       | Sydney               | Australien           | Entertainment Centre                       |                          |
| 14                   | 23. April 1990       | Tokio                | Japan                | Kōsei Nenkin Kaikan                        |                          |
| 15                   | 24. April 1990       | Tokio                | Japan                | Kōsei Nenkin Kaikan                        |                          |
| Leg 2 – Nordamerika  |                      |                      |                      |                                            |                          |
| 16                   | 25. Mai 1990         | Vancouver            | Kanada               | Pacific Coliseum                           |                          |
| 17                   | 26. Mai 1990         | George               | Vereinigte Staaten   | Champs de Brionne Music Theatre            |                          |
| 18                   | 27. Mai 1990         | George               | Vereinigte Staaten   | Champs de Brionne Music Theatre            |                          |
| 19                   | 30. Mai 1990         | Portland             | Vereinigte Staaten   | Memorial Coliseum                          |                          |
| 20                   | 1. Juni 1990         | Sacramento           | Vereinigte Staaten   | Cal Expo Amphitheatre                      |                          |
| 21                   | 2. Juni 1990         | Mountain View        | Vereinigte Staaten   | Shoreline Amphitheatre                     |                          |
| 22                   | 3. Juni 1990         | Concord              | Vereinigte Staaten   | Concord Pavilion                           |                          |
| 23                   | 6. Juni 1990         | Chandler             | Vereinigte Staaten   | Compton Terrace                            |                          |
| 24                   | 8. Juni 1990         | Irvine               | Vereinigte Staaten   | Irvine Meadows Amphitheatre                |                          |
| 25                   | 9. Juni 1990         | San Diego            | Vereinigte Staaten   | SDSU Open Air Theatre                      |                          |
| 26                   | 10. Juni 1990        | Paradise             | Vereinigte Staaten   | Aladdin Theatre                            |                          |
| 27                   | 13. Juni 1990        | Morrison             | Vereinigte Staaten   | Red Rocks Amphitheatre                     |                          |
| 28                   | 14. Juni 1990        | Morrison             | Vereinigte Staaten   | Red Rocks Amphitheatre                     |                          |
| 29                   | 16. Juni 1990        | Bonner Springs       | Vereinigte Staaten   | Sandstone Center for the Performing Arts   |                          |
| 30                   | 17. Juni 1990        | St. Louis            | Vereinigte Staaten   | Arena                                      |                          |
| 31                   | 19. Juni 1990        | Dallas               | Vereinigte Staaten   | Reunion Arena                              |                          |
| 32                   | 20. Juni 1990        | Houston              | Vereinigte Staaten   | The Summit                                 |                          |
| 33                   | 23. Juni 1990        | Atlanta              | Vereinigte Staaten   | Coca-Cola Lakewood Amphitheater            |                          |
| 34                   | 26. Juni 1990        | Grove City           | Vereinigte Staaten   | Capital Music Center                       |                          |
| 35                   | 27. Juni 1990        | Tinley Park          | Vereinigte Staaten   | World Music Theatre                        |                          |
| 36                   | 29. Juni 1990        | Milwaukee            | Vereinigte Staaten   | Marcus Amphitheater                        | Milwaukee Summerfest ’90 |
| 37                   | 30. Juni 1990        | Bloomington          | Vereinigte Staaten   | Met Center                                 |                          |
| 38                   | 3. Juli 1990         | Richfield            | Vereinigte Staaten   | Coliseum                                   |                          |
| 39                   | 5. Juli 1990         | Auburn Hills         | Vereinigte Staaten   | Palace of Auburn Hills                     |                          |
| 40                   | 6. Juli 1990         | Noblesville          | Vereinigte Staaten   | Deer Creek Music Center                    |                          |
| 41                   | 9. Juli 1990         | Holmdel              | Vereinigte Staaten   | Garden State Arts Center                   |                          |
| 42                   | 12. Juli 1990        | Hartford             | Vereinigte Staaten   | Civic Center                               |                          |
| 43                   | 14. Juli 1990        | Old Orchard Beach    | Vereinigte Staaten   | The Ballpark                               |                          |
| 44                   | 15. Juli 1990        | Saratoga Springs     | Vereinigte Staaten   | Saratoga Performing Arts Center            |                          |
| 45                   | 17. Juli 1990        | Burgettstown         | Vereinigte Staaten   | Coca-Cola Star Lake Amphitheater           |                          |
| 46                   | 18. Juli 1990        | Landover             | Vereinigte Staaten   | Capital Center                             |                          |
| 47                   | 20. Juli 1990        | Philadelphia         | Vereinigte Staaten   | Spectrum                                   |                          |
| 48                   | 23. Juli 1990        | East Rutherford      | Vereinigte Staaten   | Brendan Byrne Arena                        |                          |
| 49                   | 24. Juli 1990        | East Rutherford      | Vereinigte Staaten   | Brendan Byrne Arena                        |                          |
| 50                   | 26. Juli 1990        | Mansfield            | Vereinigte Staaten   | Great Woods Center for the Performing Arts |                          |
| 51                   | 27. Juli 1990        | Mansfield            | Vereinigte Staaten   | Great Woods Center for the Performing Arts |                          |
| 52                   | 28. Juli 1990        | Mansfield            | Vereinigte Staaten   | Great Woods Center for the Performing Arts |                          |
| 53                   | 31. Juli 1990        | Wantagh              | Vereinigte Staaten   | Jones Beach Marine Theater                 |                          |
| 54                   | 1. August 1990       | Wantagh              | Vereinigte Staaten   | Jones Beach Marine Theater                 |                          |
| 55                   | 2. August 1990       | Wantagh              | Vereinigte Staaten   | Jones Beach Marine Theater                 |                          |
| Leg 3 – Europa       |                      |                      |                      |                                            |                          |
| 56                   | 21. August 1990      | Gent                 | Belgien              | Flanders Expo                              |                          |
| 57                   | 23. August 1990      | Utrecht              | Niederlande          | Stadion Galgenwaard                        |                          |
| 58                   | 25. August 1990      | Manchester           | England              | Maine Road                                 |                          |
| 59                   | 29. August 1990      | Dublin               | Irland               | The Point Depot                            |                          |
| 60                   | 30. August 1990      | Gent                 | Belgien              | Flanders Expo                              |                          |
| 61                   | 1. September 1990    | London               | England              | Wembley Stadium                            |                          |
| 62                   | 5. September 1990    | Stockholm            | Schweden             | Globen                                     |                          |
| 63                   | 7. September 1990    | Essen                | Deutschland          | Grugahalle                                 |                          |
| 64                   | 8. September 1990    | Hamburg              | Deutschland          | Alsterdorfer Sporthalle                    |                          |
| 65                   | 9. September 1990    | Frankfurt am Main    | Deutschland          | Festhalle                                  |                          |
| 66                   | 12. September 1990   | München              | Deutschland          | Olympiahalle                               |                          |
| 67                   | 13. September 1990   | Wien                 | Osterreich           | Stadthalle                                 |                          |
| 68                   | 15. September 1990   | Locarno              | Schweiz              | Piazza Grande                              |                          |
| 69                   | 16. September 1990   | Modena               | Italien              | Arena sul Lago                             | Festa de L’Unità         |
| 70                   | 18. September 1990   | Mailand              | Italien              | Palatrussardi                              |                          |
| 71                   | 19. September 1990   | Rom                  | Italien              | PalaEUR                                    |                          |
| Leg 4 – Nordamerika  |                      |                      |                      |                                            |                          |
| 72                   | 17. Oktober 1990     | Gainesville          | Vereinigte Staaten   | O’Connell Center                           |                          |
| 73                   | 19. Oktober 1990     | Chapel Hill          | Vereinigte Staaten   | Dean E. Smith Center                       |                          |
| 74                   | 21. Oktober 1990     | Charlotte            | Vereinigte Staaten   | Coliseum                                   |                          |
| 75                   | 24. Oktober 1990     | Miami                | Vereinigte Staaten   | Miami Arena                                |                          |
| 76                   | 25. Oktober 1990     | Tampa                | Vereinigte Staaten   | USF Sun Dome                               |                          |
| 77                   | 27. Oktober 1990     | Knoxville            | Vereinigte Staaten   | Thompson-Boling Arena                      |                          |
| 78                   | 28. Oktober 1990     | Auburn Hills         | Vereinigte Staaten   | Palace of Auburn Hills                     |                          |
| 79                   | 30. Oktober 1990     | Toronto              | Kanada               | SkyDome                                    |                          |
| 80                   | 1. November 1990     | New York City        | Vereinigte Staaten   | Madison Square Garden                      |                          |
| 81                   | 2. November 1990     | Philadelphia         | Vereinigte Staaten   | Spectrum                                   |                          |
| 82                   | 3. November 1990     | West Point           | Vereinigte Staaten   | Eisenhower Hall                            |                          |
| 83                   | 6. November 1990     | Bethlehem            | Vereinigte Staaten   | Stabler Arena                              |                          |
| 84                   | 7. November 1990     | Landover             | Vereinigte Staaten   | Capital Center                             |                          |
| 85                   | 9. November 1990     | Hartford             | Vereinigte Staaten   | Civic Center                               |                          |
| 86                   | 11. November 1990    | Portland             | Vereinigte Staaten   | Cumberland County Civic Center             |                          |
| 87                   | 13. November 1990    | Boston               | Vereinigte Staaten   | Boston Garden                              |                          |
| 88                   | 14. November 1990    | Providence           | Vereinigte Staaten   | Civic Center                               |                          |
| 89                   | 16. November 1990    | Atlantic City        | Vereinigte Staaten   | Etess Arena                                |                          |
| 90                   | 17. November 1990    | Albany               | Vereinigte Staaten   | Knickerbocker Arena                        |                          |
| 91                   | 19. November 1990    | Pittsburgh           | Vereinigte Staaten   | Civic Arena                                |                          |
| 92                   | 20. November 1990    | Richfield            | Vereinigte Staaten   | Coliseum                                   |                          |
| 93                   | 23. November 1990    | Cincinnati           | Vereinigte Staaten   | Riverfront Coliseum                        |                          |
| 94                   | 24. November 1990    | Indianapolis         | Vereinigte Staaten   | Market Square Arena                        |                          |
| 95                   | 27. November 1990    | Winnipeg             | Kanada               | Winnipeg Arena                             |                          |
| 96                   | 29. November 1990    | Saskatoon            | Kanada               | Saskatchewan Place                         |                          |
| 97                   | 30. November 1990    | Calgary              | Kanada               | Olympic Saddledome                         |                          |
| 98                   | 2. Dezember 1990     | Edmonton             | Kanada               | Northlands Coliseum                        |                          |
| 99                   | 4. Dezember 1990     | Seattle              | Vereinigte Staaten   | Center Coliseum                            |                          |
| 100                  | 6. Dezember 1990     | Oakland              | Vereinigte Staaten   | Coliseum Arena                             |                          |
| 101                  | 7. Dezember 1990     | Inglewood            | Vereinigte Staaten   | Great Western Forum                        |                          |

## Band
- Mick Fleetwood: Schlagzeug, Percussion
- John McVie: Bass
- Christine McVie: Gesang, Hammondorgel, Keyboards, Klavier, Maracas
- Stevie Nicks: Gesang, Tamburin
- Rick Vito: Gitarre, Gesang
- Billy Burnette: Gitarre, Gesang
- Dan Garfield: Keyboards
- Isaac Asanté: Percussion
- Lynn Marbry: Hintergrundgesang
- Liza Jane Likins: Hintergrundgesang
- Sharon Celani: Hintergrundgesang